# Нушићева награда
Нушићева награда је глумачка награда која се додељује сваке годину на позоришном фестивалу „Нушићеви дани“ у Смедереву.
Ово је награда за животно дело и додељује се глумцу комичару. Награда се састоји од статуете Бранислава Нушића, по коме и носи назив, и новчаног износа.
Фестивал Нушићеви дани постоји од 1984. године, а Нушићева награда се додељује од 1990. године.
Досадашњи добитници су:
- 1990 — Мија Алексић
- 1991 — Миодраг Петровић Чкаља
- 1992 — Никола Симић
- 1993 — Бранка Веселиновић
- 1994 — Љубомир Убавкић Пендула
- 1995 — Радмила Савићевић
- 1996 — Иван Бекјарев
- 1997 — Жика Миленковић
- 1998 — Добрила Шокица
- 1999 — Светлана Бојковић
- 2000 — Павле Минчић
- 2001 — Петар Краљ
- 2002 — Ружица Сокић
- 2003 — Михајло Јанкетић
- 2004 — Ђорђе Вукотић
- 2005 — Милан Гутовић
- 2006 — Јелисавета Саблић
- 2007 — Гордана Ђурђевић-Димић
- 2008 — Предраг Ејдус
- 2009 — Љиљана Стјепановић
- 2010 — Милија Вуковић
- 2011 — Олга Одановић
- 2012 — Бранимир Брстина[2]
- 2013 — Горица Поповић[3]
- 2014 — Власта Велисављевић
- 2015 — Радмила Живковић[4]
- 2016 — Мира Бањац[5]
- 2017 — Милена Дравић[6]
- 2018 — Александар Берчек[7]
- 2019 — Рада Ђуричин[8][9]
- 2020 — Оливера Катарина[10]
- 2021 — Петар Божовић[11][12]

Осим Нушићеве награде за животно дело постоји и Нушићева награда која се додељује бијенално и до сада је уручена:
- 2011 — Егону Савину
- 2013 — Југу Радивојевићу[13]
- 2016 — Милици Краљ[5]
- 2018 — Јагошу Марковићу[7][14]